# Цона Пеп (Вибо Валенција)
Цона Пеп је насеље у Италији у округу Вибо Валенција, региону Калабрија.
Према процени из 2011. у насељу је живело 456 становника. Насеље се налази на надморској висини од 273 м.